# Казе Рацано (Терамо)
Казе Рацано (итал. Case Razzano) је насеље у Италији у округу Терамо, региону Абруцо.
Према процени из 2011. у насељу је живело 84 становника. Насеље се налази на надморској висини од 173 м.